# Michael Toost
Michael Toost (* 15. Dezember 1927 in Wien; † 18. Juni 1983 ebenda) war ein österreichischer Schauspieler.

## Leben
Bereits während seines Schauspielstudiums heiratete er Maria, mit der er einen Sohn und eine Tochter hatte. Nach dem Studium entschied er sich für den Künstlernamen Michael Toost, der ihm für seine Karriere geeigneter erschien als sein bürgerlicher Name Piglmaier.
Als besonders gläubiger Katholik und religiöser Mensch verbrachte Michael Toost immer wieder und gerne viel Zeit im Stift Heiligenkreuz im Wienerwald, wo er sich auch oftmals für Lesungen zur Verfügung stellte.
Toost war neben seiner Theaterarbeit auch in einigen Filmen (Wienerinnen, Die Wirtin von Maria Wörth, Ewiger Walzer, Die Angst des Tormanns beim Elfmeter, Der junge Freud, …) und vielen Fernsehserien (Der alte Richter, Der Kommissar, Derrick, Tatort, Kottan ermittelt) zu sehen und wurde dank seiner unverwechselbaren Stimme in vielen Hörspielen eingesetzt. Sein Rollenfach im Fernsehen war – im Kontrast zu seiner tatsächlichen Persönlichkeit – meistens das eines hintertriebenen Opportunisten und kleinen Gauners.
1979 sah man ihn auch als Dicker Vetter im Jedermann bei den Salzburger Festspielen.
Michael Toost ist am Friedhof Hütteldorf (Gruppe 7, Reihe 10, Nummer 13) bestattet.

## Filmografie (Auswahl)

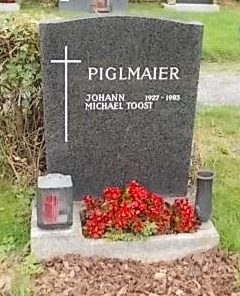
Grabstätte von Michael Toost

- 1952: Wienerinnen im Schatten der Großstadt (Wienerinnen)
- 1953: Die Junggesellenfalle
- 1954: Ewiger Walzer
- 1959: Der Fall Pinedus
- 1966: Luftkreuz Südost
- 1969: Oberinspektor Marek – Einfacher Doppelmord (Fernsehfilm)
- 1969: Asche des Sieges (Fernsehfilm)
- 1970: Blaue Blüten
- 1971: Der Fall Jägerstätter
- 1972: Die Angst des Tormanns beim Elfmeter
- 1972: Der Kommissar: Fluchtwege
- 1973: Ein junger Mann aus dem Innviertel (Dokumentarspielfilm)
- 1973: Okay S.I.R. – Aus der Traum (Fernsehserie)
- 1975: Maghrebinische Geschichten
- 1976: Tatort: Annoncen-Mord
- 1981: Der Schüler Gerber
- 1981: Der Bockerer
- 1983: Derrick – Die Schrecken der Nacht